# 口羽元良
口羽 元良（くちば もとよし）は、安土桃山時代から江戸時代初期にかけての武将。毛利氏家臣で長州藩士。父は毛利氏重臣の口羽春良。祖父は口羽通良。

## 生涯
毛利氏の重臣である口羽春良の長男として生まれる。
天正15年（1587年）、父・春良から家督と、石見国邑智郡都賀西の500貫、出雲国島根郡東郷の100貫、備中国川上郡手荘の700貫、備中国阿賀郡中津井の300貫、合計1600貫の所領を譲られ、同年8月29日に毛利輝元の承認を受けた。
慶長2年（1597年）から始まる慶長の役に元良も従軍して朝鮮半島に渡り、同年12月22日から慶長3年（1598年）1月4日にかけて行われた第一次蔚山城の戦いにおいて武功を挙げた。これにより、第一次蔚山城の戦いで功のあった毛利氏家臣を賞した慶長3年（1598年）1月25日付の豊臣秀吉の朱印状に元良の名（口羽十郎兵衛）も記されている。
慶長5年（1600年）8月24日の安濃津城の戦いでは福原広俊隊に属して戦った。また、同年9月15日の関ヶ原の戦いにおいても福原広俊の指揮下に属して南宮山に布陣していた。なお、この時の元良の知行地の石高が6546石であることから、元良が率いた兵力は196人と推計されている。
関ヶ原の戦い後は、毛利氏の防長転封に従って移り住み、輝元の後を継いだ秀就に仕えた。
正保2年（1645年）8月3日に死去。嫡男・元延は父に先立って寛永3年（1626年）4月4日に死去していたため、元延の嫡男である就行が後を継いだ。なお、元延の死の6日後である寛永3年（1626年）4月10日には、元良の弟・元智も死去し、元智の養子となった元良の次男・元衡が後を継いだ。